# Cyrtodactylus puhuensis
Cyrtodactylus puhuensis es una especie de gecos de la familia Gekkonidae.

## Distribución geográfica yhábitat
Es endémica del centro-norte de Vietnam. Su rango altitudinal oscila alrededor de 683 m s. n. m..